# Municipio de Prairie (condado de Yell)
El municipio de Prairie (en inglés: Prairie Township) es un municipio ubicado en el condado de Yell en el estado estadounidense de Arkansas. En el año 2010 tenía una población de 704 habitantes y una densidad poblacional de 12,83 personas por km².

## Geografía
El municipio de Prairie se encuentra ubicado en las coordenadas 35°6′18″N 93°20′11″O / 35.10500, -93.33639. Según la Oficina del Censo de los Estados Unidos, el municipio tiene una superficie total de 54.89 km², de la cual 54,55 km² corresponden a tierra firme y (0,62 %) 0,34 km² es agua.

## Demografía
Según el censo de 2010, había 704 personas residiendo en el municipio de Prairie. La densidad de población era de 12,83 hab./km². De los 704 habitantes, el municipio de Prairie estaba compuesto por el 94,03 % blancos, el 0,14 % eran afroamericanos, el 0,71 % eran amerindios, el 0,71 % eran asiáticos, el 3,13 % eran de otras razas y el 1,28 % eran de una mezcla de razas. Del total de la población el 7,24 % eran hispanos o latinos de cualquier raza.